# Doem Bang Nang Buat (huyện)
Doem Bang Nang Buat (tiếng Thái: เดิมบางนางบวช) là một huyện (amphoe) ở phía bắc của tỉnh Suphanburi, miền trung Thái Lan.

## Lịch sử
Trong quá khứ, Nang Buat nằm trên một khu vực lớn. Hoàng thân Damrong Rajanubhab và tỉnh trưởng đã nhất trí tách phần phía bắc và lập một huyện mới với tên Doem Bang vào ngày 16 tháng 5 năm 1911. Họ cũng đưa hai tambon của Hankha, tỉnh Chainat và hai tambon của Bang Rachan, tỉnh Sing Buri vào huyện mới này. Năm 1939, chính quyền đã đổi tên huyện Nang Buat thành Sam Chuk, và quyết định thêm chữ Nang Buat vào sau Doem Bang, từ đó huyện có tên Doem Bang Nang Buat.

## Địa lý
Các huyện giáp ranh (từ phía bắc theo chiều kim đồng hồ) là: Noen Kham, Hankha và Sankhaburi của tỉnh Chainat, Bang Rachan và Khai Bang Rachan của tỉnh Sing Buri, Sawaeng Ha của tỉnh Ang Thong, và Sam Chuk, Nong Ya Sai và Dan Chang của tỉnh Suphanburi.
Nguồn nước chính là sông Tha Chin hay sông Suphan.

## Hành chính
Huyện này được chia thành 14 phó huyện (tambon). Có ba thị trấn (thesaban tambon) within the district - Khao Phra nằm trên một phần của the tambon Khao Phra and Doem Bang, Nangbuat nằm trên một phần của tambon Nangbuat, còn Bo Kru nằm trên một phần của tambon Bo Kru.
| STT. | Tên          | Thai      | Dân số |
| ---- | ------------ | --------- | ------ |
| 1.   | Khao Phra    | เขาพระ    | 8.823  |
| 2.   | Doem Bang    | เดิมบาง    | 7.692  |
| 3.   | Nang Buat    | นางบวช    | 8.027  |
| 4.   | Khao Din     | เขาดิน     | 5.950  |
| 5.   | Pak Nam      | ปากน้ำ     | 4.859  |
| 6.   | Thung Khli   | ทุ่งคลี      | 5.644  |
| 7.   | Khok Chang   | โคกช้าง    | 4.566  |
| 8.   | Hua Khao     | หัวเขา     | 6.932  |
| 9.   | Hua Na       | หัวนา      | 4.523  |
| 10.  | Bo Kru       | บ่อกรุ      | 4.331  |
| 11.  | Wang Si Rat  | วังศรีราช   | 646    |
| 12.  | Pa Sakae     | ป่าสะแก    | 2.944  |
| 13.  | Yang Non     | ยางนอน    | 4.741  |
| 14.  | Nong Krathum | หนองกระทุ่ม | 4.941  |